# 长百褶骨螺
长百褶骨螺（学名：Naquetia triquetra），是新腹足目骨螺科棘芭蕉螺属的一种。主要分布于印度尼西亚、台湾，常栖息在浅海。